# Närradion över Sollefteå kommun
Närradion över Sollefteå Kommun är en föreningsägd närradio, tidigare benämnd Junsele Närradio. Ägare är föreningen Radiosol i Sollefteå Kommun, och radion har funnits sedan 1984, vilket gör radion till en av de äldsta[källa behövs] närradiostationerna i Sverige. Programmen görs av föreningen Radiosol. 

## Studio
Studion och all teknik finns i Sollefteå.

## Frekvenser
Närradion över Sollefteå kommun sänder på frekvenserna 96,1MHz (Sollefteåområdet) 99,8MHz (Junseleområdet), 106,8MHz (Ramseleområdet).